# Zuani
Zuani (/ˈʣuani/, in corso Zuani /ˈʣuani/) è un comune francese di 40 abitanti situato nel dipartimento dell'Alta Corsica nella regione della Corsica.

## Società

### Evoluzione demografica
Abitanti censiti